# Alice Duer Miller
Alice Duer Miller (Nova York, Estats Units, 28 de juny de 1874-ídem, 22 d'agost de 1942) fou una escriptora nord-americana l'obra poètica de la qual influí en l'opinió política. Els seus versos feministes causaren impacte entre les sufragistes, i la seua obra The White Cliffs (Els penya-segats blancs) incitaren el govern a entrar en la Segona Guerra Mundial.
Una altra de les seues obres, Gowns by Roberta, la dugueren a Broadway el 1933 amb el títol de Roberta, i dos anys després es realitzà una pel·lícula del mateix nom.